# クレージーモンキー 笑拳
『クレージーモンキー 笑拳』（クレージーモンキー しょうけん、原題：笑拳怪招、英題：The Fearless Hyena）は、1979年製作のアクション映画。ジャッキー・チェン監督・主演。

## 概要
ジャッキーの初監督作品にして、ジャッキーが立ち上げた個人プロダクション「豊年影業公司（グッドイヤー・ムービー）」の第1回製作作品。
香港では1979年2月17日に公開され、同年の年間興行成績ランキング2位を記録した。本作のヒットにより、それまで6,000香港ドルだったジャッキーの報酬は、410万香港ドルに跳ね上がった。
作中、ヒロインに相当する主演級の女優が登場せず、ジャッキー作品の中では異色である（ジャッキー本人が女装をする描写はある）。

## ストーリー
清朝末期の広東。政府は、国の方策に従わない武芸流派の関係者に、強力な殺し屋・エンを送り込んで、次々に抹殺していた。身分を隠し山の中で暮らす老人・チェンは、このエンに追われる流派「行意門」の残党であった。行意門の再興を願い、チェンは孫のシンロンに日々武術を授け、鍛えさせていたが、シンロンはその真意を知らず、怠惰な日常を送っていた。
チェンはシンロンに「街で技を見せるな」と繰り返し説いていたが、イカサマ博打を見破ったことで因縁をつけてきた3人のチンピラを倒したことをきっかけに、シンロンはひそかにチンピラの親玉がでっち上げた道場の師範代に収まり、道場破りにやって来る武術家を返り討ちにすることで報酬を得るようになっていた。そのニセ道場の名は偶然にも「行意門道場」であった。

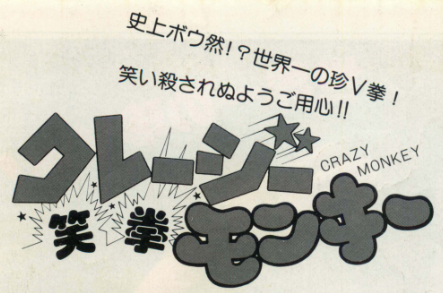
チラシ裏タイトルロゴ

秘密はチェンの知るところとなり、チェンの姿を見たシンロンは逃亡。驚く道場の人々に、チェンは「私こそが行意門の開祖だ」と明かして去った。入れ替わりに、「行意門」の看板を目にしてやってきたエンが、道場主からチェンのことを聞きだし、居所をつきとめて襲撃。チェンは抗戦したものの、老いと病のために歯が立たず、ついに絶命した。それを物陰で見ていたシンロンはエンに仕返しをしようとしたが、そこへ現れた長髪の老人が押しとどめた。エン一味は気づかずに去った。
老人はチェンの兄弟弟子で、かつては「8本足の麒麟」の異名をとり、チェン同様エンに追われる身であった。「8本足の麒麟」はシンロンに「あの時に怒りのままに飛び出していればお前も殺されていた。時が満ちるのを待て」と諭し、復讐のために鍛え直すことを約束する。
厳しい修行の果てに、シンロンは「行意門」の最終奥義を伝授される。それは、人間の感情「喜」「怒」「哀」「楽」をもとにした4つの型であった。エンの魔の手は「8本足の麒麟」にも迫った。瀕死の「8本足の麒麟」を救ったシンロンはエンに立ち向かい、最後の戦いが始まった。

## 登場人物・キャスト
- シンロン - 祖父・チェンから英才教育で武術を仕込まれた青年。祖父の過去や、自身に武術を授ける目的について何も知らなかった。博打を好み、大金に目がくらんでニセ道場の片棒をかつぐなど、軽薄で怠惰なところがあったため、祖父の死を招いた。チェンの死後、「8本足の麒麟」に師事する。
- チェン - シンロンの祖父。政府に全滅されかけた「行意門」の残党。山奥に身を隠し、街で飴細工を売って生計を立てていた。シンロンの軽率な行動のために政府派遣の殺し屋・ヤムに発見され、倒された。
- エン / ヤム - 政府派遣の殺し屋。つかみ技の達人で「鉄の爪」の異名をとる。「行意門」の全滅を目的とし、チェンをはじめとする多くの関係者を殺害した。
- 8本足のソウ / 8本足の麒麟 - チェンのかつての弟弟子で、旧友。片足が不自由となり、杖が手放せない身となっている。シンロンに、自身の感情をコントロールして相手を油断させる4つの秘拳を伝授する。
- シーフー - 街で武術道場を経営しているが、武術の心得のないニセ師範であった。シンロンを雇い、道場破りにやって来る武術家を倒させ、巻き上げた金を報酬として支払っていた。
- チンピラ三人衆：石蛋（石の玉子）、鉄頭（鉄の頭）、大狗熊（大熊） - シーフーの道場の生徒。カップ・アンド・ボール（英語版）を用いたイカサマ博打で街の人々から金を巻き上げていた。シンロンに懲らしめられ、「兄貴」と慕うようになる。
- 盧英（日本語版では役名なし） - 最初の道場破り。多くの弟子を率いる大師範風の人物。変装したシンロンに敗北。
- 翟仲（リュウ・バッチョン） - 2人目の道場破り。柳葉刀の使い手。変装したシンロンに敗北。
- 3人目の道場破り - 怪力自慢の男。変装したシンロンに敗北。
- 4人目の道場破り - 長身の男。シンロンがこの男と戦っているところをチェンが見つけ、シンロンは逃亡。勝ちを主張して金をせびる態度を見たチェンに「未熟者」と殴り飛ばされた。この様子を見たシーフーたちに自分の正体を明かしたことが、チェンの死の遠因となった。

| 役名                      | 俳優                                    | 日本語吹替                                      | 日本語吹替           |
| 役名                      | 俳優                                    | 日本テレビ版 （吹替完全版）                     | ブロードウェイ版     |
| ------------------------- | --------------------------------------- | ----------------------------------------------- | -------------------- |
| シンロン                  | ジャッキー・チェン                      | 石丸博也                                        | 山野井仁             |
| チェン                    | ジェームス・ティエン                    | 宮内幸平                                        | 仲野裕               |
| 棺桶屋の男                | ディーン・セキ                          | なし （岩崎ひろし）                             | 相沢正輝             |
| シーフー                  | リー・クン                              | 雨森雅司                                        | 岩崎ひろし           |
| ヤム/エン                 | ヤム・サイクン                          | 千葉耕市                                        | 高宮俊介             |
| 八本足の麒麟/八本足のソウ | チェン・ウェイロー （クレジットなし）   | 松村彦次郎                                      | 相沢正輝             |
| 石蛋 （チンピラ三人衆）   | ワン・ヤオ （クレジットなし）           | 田中亮一                                        | 桐本琢也             |
| 鉄頭 （チンピラ三人衆）   | マー・チャン （クレジットなし）         | 屋良有作                                        | 青山穣               |
| 大狗熊 （チンピラ三人衆） | チェン・フーシェン （クレジットなし）   | 水鳥鉄夫 （不明）                               | 天田益男             |
| 盧英 （最初の道場破り）   | キム・セヨク （クレジットなし）         | 上田敏也                                        | 手塚秀彰             |
| 翟仲 （2人目の道場破り）  | チェン・ティエンチー （クレジットなし） | 小島敏彦                                        | 落合弘治             |
| 3人目の道場破り           | ファン・キンマン （クレジットなし）     | 亀井三郎                                        | 高宮俊介             |
| 4人目の道場破り           | チュウ・シウワー （クレジットなし）     | 秋元羊介                                        | 相沢正輝             |
| チェンの弟子              | イーグル・ハン （クレジットなし）       | 秋元羊介                                        | 青山穣               |
| 日本語版スタッフ          |                                         |                                                 |                      |
| 演出                      | 演出                                    | 田島荘三                                        | 小川利夫             |
| 翻訳                      | 翻訳                                    | 大野隆一                                        | 佐藤真紀             |
| 調整                      | 調整                                    | 山田太平                                        | 遠西勝三             |
| 効果                      | 効果                                    | スリーサウンド                                  | 新音響               |
| 制作                      | 制作                                    | コスモプロモーション                            | コスモプロモーション |
| 初回放送                  | 初回放送                                | 1982年10月13日 『水曜ロードショー』 21:02-22:54 | 2000年発売           |

- 日本テレビ版：BD、日本語吹替収録版DVD収録（約93分）
  - 吹替完全版：2024年5月27日にBS松竹東急で地上波放送時にカットされたシーンを追加収録して放送。なお、故人および一部声優の担当部分は別の声優が担当。

## スタッフ
- 監督・脚本・武術指導：ジャッキー・チェン
- 監督補佐：チェン・シーホワ、エリック・ツァン
- 脚本：ロー・ウェイ（中国語版）
- 音楽：フランキー・チェン（中国語版）
- 製作：スー・リーホワ

### 日本公開版スタッフ
- 日本公開版音楽：キース・モリソン
- 日本公開版主題歌：Dr.スープ『クレージーモンキー』
作詞：ケーシー・ランキン 作曲・編曲：キース・モリソン
- アニメーション：モンキー・パンチ
制作：東映動画
効果：E&Mプランニングセンター

## 音楽
| 曲名                             | アーティスト             | サウンドトラック                                                                  | 制作年 |
| -------------------------------- | ------------------------ | --------------------------------------------------------------------------------- | ------ |
| Gloria Escapes                   | チャールズ・フォックス   | ファール・プレイ/Foul Play (Original Soundtrack)                                  | 1978   |
| Help                             | チャールズ・フォックス   | ファール・プレイ/Foul Play (Original Soundtrack)                                  | 1978   |
| Scarface                         | チャールズ・フォックス   | ファール・プレイ/Foul Play (Original Soundtrack)                                  | 1978   |
| The Pink Panther Theme - Reprise | ヘンリー・マンシーニ     | ピンクパンサー４/Revenge Of The Pink Panther (Original Motion Picture Soundtrack) | 1978   |
| The Planet Krypton               | ジョン・ウィリアムズ     | スーパーマン/Superman: The Movie                                                  | 1978   |
| Main Title                       | ジェリー・ゴールドスミス | 猿の惑星/Planet of the Apes (Original Motion Picture Soundtrack)                  | 1968   |
| ててご橋/Tetegobashi             | 渡辺岳夫                 | 子連れ狼/Lone Wolf And Cub TV Main Theme Song                                     | 1973   |

## 製作

### 個人プロ立ち上げ、監督兼任の経緯
本作で主演俳優であるジャッキーが監督になった経緯には所属していた羅維（ロー・ウェイ）プロダクションとの複雑な事情があった。当時、持ち味を活かしたコミカルなカンフー映画『スネーキーモンキー 蛇拳』『ドランクモンキー 酔拳』で成功したジャッキーは羅維プロに戻り、新作『鬼手十八翻』を韓国で撮影。この作品には２つの配給会社（龍祥、合豐）が名乗りを上げたため、ロー・ウェイと配給会社との間で契約上のトラブルとなり裁判沙汰にまで発展しそうな状況となった。配給をめぐるトラブルや『鬼手十八翻』への不満、ロー・ウェイのコントロール下で嫌気をさしたジャッキーは『鬼手十八翻』の撮影をボイコットして突如失踪。ロー・ウェイはジャッキーを説得し、制作会社「豐年影業公司」の譲渡と次作の監督を条件に『鬼手十八翻』の一部の出演者らを引き入れ『笑拳』の撮影を開始する。その後、ロー・ウェイがこの作品の撮影現場に現れることはなかった（銀色世界 1979年1月号より）。

## 日本公開版
日本公開は1980年4月19日。東映系の配給で、舘ひろし主演の『薔薇の標的』と併映公開された。
日本公開されたジャッキー・チェンの主演映画としては3本目にあたる。『スネーキーモンキー 蛇拳』『ドランクモンキー 酔拳』との邦題の類似が示すように、【モンキーシリーズ第3弾】の触れ込みで公開されたが、スタッフ、キャスト、制作会社も前2作とは関連のない独立した作品である。『ドランクモンキー 酔拳』同様、配給元の東映が独自の編集を加え、オープニングにはアバンタイトルとしてモンキーパンチのデザインによるショートコント風の短編アニメーションを挿入し、BGMにはオリジナル主題歌『クレージーモンキー』、挿入歌「モンキーマン」の音源が加えられた。

### 公開イベント
1980年4月7日（月）池袋サンシャイン60のアルパ噴水広場にて笑拳公開記念イベントが行われた。主催はニッポン放送番組「大入りダイヤル・まだ宵の口」。
「祝ジャッキー・チェン26thバースデー」として「小森和子さんジャッキーの魅力を語る」、「ジャッキーに挑戦」、「笑拳予告編上映」、「モンキーステップ大会」など一般の方10名も参加、イベント終了後に笑拳の試写会も開催された。

### 試写会
1980年3月14日（金）読売ホール　PM18時00分開場　18時30分上映
1980年4月3日（木）ヤクルトホール　PM18時00分開場　18時30分上映
1980年4月7日（月）池袋サンシャイン６０　６０階にて上映
1980年4月9日（水）読売ホール　PM18時00分開場　18時30分上映
1980年4月9日（水）梅田東映劇場　PM18時30分開場　19時00分上映
1980年4月15日（火）愛知県中小企業センター　PM18時00分開場　18時30分上映
1980年4月16日（水）読売ホール　PM18時30分開場　19時00分上映
1980年4月16日（水）梅田東映劇場　PM18時30分開場　19時00分上映
1980年4月17日（木）熊本東映　PM18時30分開場　19時00分上映

## ソフトウェア
本作より東映は配給以外のパッケージ権も購入し、日本公開版でビデオソフト（VHS,ベータ）を販売した。東映の権利が終了して以降のソフトウェアは香港公開版をベースにした内容となった。2012年に発売されたブルーレイソフトの映像特典として日本公開版が収録され、劇場公開以来30年あまりを経て再び日の目を見るに至った。このバージョンはかつて発売されたVHSの映像・音声をソースとしていた。2016年12月に発売された国内版ブルーレイでは、日本公開版フィルムのテレシネが全編収録され、完全な日本公開版のソフト化となった。

## その他
- 既存の映像作品のテーマ曲がパロディ的に流用されている。
  - 主人公が道場破りの男と戦うために変装して現れるシーンでは、『ピンク・パンサーのテーマ（英語版）』が流れる。
  - ラストシーンでは、主人公が怪我を負った師匠を箱車に乗せて運ぶカットのBGMにバーブ佐竹の『ててご橋』（『子連れ狼 (萬屋錦之介版)』主題歌）が流れる。